# Ligamentul încrucișat posterior
Ligamentul încrucișat posterior (Ligamentum cruciatum posterius) sau ligamentul încrucișat postero-intern este un ligament al genunchiului situat în profunzime în fosa intercondiliană a femurului. Se inseră jos pe aria intercondiliană posterioară a tibiei (suprafața retrospinală a tibiei), înapoia inserției coarnelor posterioare ale celor două meniscuri ale genunchiului. De aici se îndreaptă oblic în sus, înainte și înăuntru, pentru a se insera sus pe partea anterioară a feței laterale a condilului medial al femurului. El încrucișează în sens antero-posterior și transversal ligamentului încrucișat anterior pe care alunecă prin intermediul unei burse seroase interligamentare. Ligamentul încrucișat posterior este întărit posterior și, uneori, și anterior de câte un fascicul accesor, numit ligamentul meniscofemural posterior (Ligamentum meniscofemorale posterius), respectiv ligamentul meniscofemural anterior (Ligamentum meniscofemorale anterius). Ambele ligamente meniscofemurale se desprind de pe cornul posterior al meniscului lateral al genunchiului, se alătură ligamentului posterior și după un traiect variabil se confundă cu el. Adeseori, aceste fascicule accesorii nu se atașează ligamentului încrucișat posterior, ci merg izolat până la fața laterală a condilului medial, unde se inseră. Ligamentul încrucișat posterior este foarte puternic, rezistent și constituie împreună cu ligamentul încrucișat anterior, cel mai important mijloc de unire a articulației genunchiului. El se opune unei mișcări posterioare a tibiei pe femur, când genunchiul este flectat. Leziunile ligamentului încrucișat posterior ale genunchiului sunt foarte frecvente. Ligamentul încrucișat posterior se rupe de obicei în urma unei forțe aplicate antero-posterior în plan sagital asupra porțiunii proximale a tibiei, pe un genunchi flectat. Când ligamentul încrucișat posterior este rupt, semnul clinic este mobilitatea posterioară anormală a tibiei pe femur.